# Universidade de Dohuk
A Universidade de Dohuk foi fundada no dia 31 de outubro de 1992 com duas faculdades e um total de 149 alunos. A Universidade inclui agora 9 faculdades com mais de 9100 alunos de graduação e mais de 660 alunos de pós-graduação em diversas especializações. A universidade de Dohuk é membro da Associação Internacional de Universidades (IAU) desde 1999.